# Jason Livermore
Jason Livermore (* 25. April 1988) ist ein jamaikanischer Sprinter.
Bei den Panamerikanischen Spielen schied er bei den 2007 in Rio de Janeiro über 100 m im Vorlauf und 2011 in Guadalajara über 200 m im Halbfinale aus.
2013 gewann er über 200 m Bronze bei den Leichtathletik-Zentralamerika- und Karibikmeisterschaften und erreichte bei den Leichtathletik-Weltmeisterschaften in Moskau das Halbfinale.
Bei den Commonwealth Games 2014 in Glasgow wurde er Sechster über 100 m und gewann Bronze über 200 m sowie Gold in der 4-mal-100-Meter-Staffel. 2015 wurde er Siebter über 100 m bei den Panamerikanischen Spielen in Toronto.

## Doping
Im Dezember 2016 wurde Livermore positiv auf eine Substanz getestet, die gegen die Ani-Doping-Richtlinien verstößt und für zwei Jahre gesperrt. Er ist bis zum 8. Februar 2019 suspendiert, denn die Anfechtung seiner Dopingsperre vor einem unabhängigen Anti-Doping-Ausschuss war erfolglos.

## Persönliche Bestzeiten
(Stand: 30. Oktober 2017)
- 100 m: 10,0s s (+1,6 m/s), 10. Juni 2016, Kingston
- 200 m: 20,13 s (+0,9 m/s), 23. Juni 2013, Kingston